# 愛默生、雷克與帕瑪
愛默生、雷克與帕瑪（英文：Emerson, Lake & Palmer）是英國的前衛搖滾樂團，由凱斯．愛默生 （鍵盤手）、葛瑞格‧雷克 （吉他手、貝斯手、主唱）以及凱爾‧帕瑪 （鼓手）組成。 在七零年代，樂團曾非常受歡迎，賣出了超過三千五百萬張的專輯並舉辦了幾場盛大的演唱會。

## 源起
在1969年的兩次演唱會，The Nice（凱斯·愛默生擔任鍵盤手的樂團）和深紅之王（葛瑞格·雷克擔任貝斯手和主唱的樂團）共用了同一個場地，第一次是1969年的八月十日和第二次在1969年的十月十七日。在這兩次在同一場演唱會的表演後，愛默生和雷克試著一起演奏，並發現他們的風格搭配起來不僅相當融洽更可謂互補，因此他們想成立一個鍵盤、貝司、鼓合奏的樂團，並開始尋找鼓手。
在確定凱爾·帕瑪（當時還是Atomic Rooster的成員）加入前，他們曾考慮過The Jimi Hendrix Experience的成員米切·米切爾，不過米切爾沒什麼興趣，但他把這件事告訴了吉米·罕醉克斯。罕醉克斯表示他挺有興趣的，他一直試著想讓他的樂團有些改變。在愛默生和雷克確定讓帕瑪加入後，很多人就猜測會有一個名叫HELP（Hendrix, Emerson, Lake & Palmer）的天團誕生。但因為一些日程的衝突，這項計畫並沒有立即實現，他們計畫在罕醉克斯的第二場在懷特島音樂節的演出後和他即興演奏，但罕醉克斯卻在那時死了。
雷克曾在愛默生、雷克與帕瑪的介紹中提到：
"是啊，這故事是真的，在某種程度上...米切爾已經告訴了吉米關於我們的事而且他也說他想考慮看看這個主意。甚至在我們已經決定與卡爾搭檔後，和吉米搭擋的計畫卻沒停止。我們希望能在七零年的八月或九月和他做即興演出，但他在我們能合作前死了"
因此，他們也就成為了愛默生、雷克與帕瑪。